# Pomnik Pokojowego Wyzwolenia Tybetu
Pomnik Pokojowego Wyzwolenia Tybetu (chiń. 西藏和平解放纪念碑; pinyin Xīzàng Hépíng Jiěfàng Jìniànbēi) – monument znajdujący się przed pałacem Potala w stolicy Tybetańskiego Regionu Autonomicznego, Lhasie, w Chińskiej Republice Ludowej. Upamiętnia wkroczenie wojsk chińskich do Tybetu w 1950 roku, nazywane w oficjalnej chińskiej propagandzie „pokojowym wyzwoleniem”.
Budowa pomnika została uroczyście rozpoczęta 18 lipca 2001 roku, kamień węgielny położył ówczesny wiceprzewodniczący ChRL Hu Jintao. Odsłonięcie obiektu miało miejsce 22 maja 2002 roku, przy udziale ponad 2000 osób. Nazwę dla pomnika wymyślił ówczesny przywódca Chin Jiang Zemin, który jest też autorem kaligrafii umieszczonej na monumencie. Pamiątkowa inskrypcja opisuje „wypędzenie imperialistów z Tybetu” i rozwój regionu, jaki nastąpił od tego momentu. Kształt mierzącego 37 metrów wysokości monumentu ma być symbolicznym przedstawieniem szczytu Mount Everestu. Zaprojektował go profesor Qi Kang, wykładowca Uniwersytetu Południowowschodniego w Nankinie.
Budowa pomnika została oprotestowana przez tybetańskie władze na uchodźstwie oraz działaczy praw człowieka.